# Teius teyou
Teius teyou (Daudin, 1802), noto comunemente come teyu è una  lucertola della famiglia Teiidae diffusa nell'America meridionale. 

## Distribuzione e habitat
È diffusa dal sud del Brasile all'Argentina
Vive in terreno aperto e spesso preferisce le zone rocciose. 

## Biologia
Si scava tunnel sotto il terreno e trova nascondiglio tra le rocce per proteggersi dai nemici. Si nutre di insetti e ragni.